# خميس (اسم)
خميس هو اسم علم مذكر من أصل عربي.

## الأصل اللغوي
يعنون به يوم الخميس، وهم يحبون تسمية أبنائهم بحسب الأزمنة التي ولدوا فيها مثل خميس وجمعة وشعبان ورجب، لكنهم لم يسموا أبنائهم ثلاثاء وأربعاء مثلًا. وقد يكون الخميس خامس ولد لهم. والخميس كذلك صفة للجيش الجرار، لأنه مقسم إلى خمسة أقسام.

## شخصيات تحمل الاسم
- خميس الجهيناوي (سياسي من تونس، 5 أبريل 1954 – )
- خميس الزهراني (لاعب كرة قدم سعودي، 3 أغسطس 1976[4] – )
- خميس العبيدي (لاعب كرة قدم تونسي، 30 أغسطس 1950[5] – )
- خميس العجماني (لاعب كرة قدم إماراتي، 4 مارس 1982 – )
- خميس العويران (لاعب كرة قدم سعودي، 8 سبتمبر 1973[6] – )
- خميس القذافي (ضابط ليبي، 27 مايو 1983 – 29 أغسطس 2011)
- خميس إسماعيل (لاعب كرة قدم إماراتي، 16 أغسطس 1989[7] – )
- خميس ترنان (موسيقي تونسي، 1 يوليو 1894 – 31 أكتوبر 1964)
- خميس سعد مبارك (لاعب كرة قدم إماراتي، 4 أكتوبر 1970 – )

## وصلات خارجية
- موسوعة السلطان قابوس لأسماء العرب نسخة محفوظة 5 أبريل 2019 على موقع واي باك مشين.